# Полтавка (Омская область)
Полта́вка — рабочий посёлок в Омской области России. Административный центр Полтавского района и Полтавского городского поселения.
Население — 6290 человек (2023).
Основано в 1895 году.

## Физико-географическая характеристика
Посёлок расположен в пределах Ишимской равнины, являющейся частью Западно-Сибирской равнины, на высоте 120 метров над уровнем моря. Территория слабо дренирована, реки в окрестностях посёлка отсутствуют, однако в границах населённого пункта находится несколько небольших озёр округлой формы. Наиболее крупное из них — озеро Полтавское. Полтавка находится в 150 км к юго-западу от областного центра города Омск, в 74 км к югу от ближайшего города Исилькуль.
Климат
Климат резко континентальный, со значительными перепадами температур как между климатическими сезонами, так и даже в течение суток (согласно классификации климатов Кёппена — влажный континентальный с тёплым летом (индекс Dfb)). Многолетняя норма осадков — 360 мм. Наибольшее количество осадков выпадает в июле — 63 мм, наименьшее в марте — 12 мм. Среднегодовая температура положительная и составляет +1,6 °C, средняя температура июля +19,8 °C, января −17,2 °С.

## История
Место, где основана Полтавка, долгое время считалось непригодным для земледелия из-за отсутствия крупных водоемов. С середины XIX века территория стала использоваться пришедшим с юга киргизским населением, занимавшимся кочевым скотоводством, а в 1869 году была включена в состав Николаевской киргизской волости Омского уезда Акмолинской области.
В 1892 году данный земельный участок был исследован, признан пригодным для ведения сельского хозяйства и предложен переселенцам. В 1895 году переселенцами из Полтавской и Черниговской губерний было основано село, которое и получило название Полтавка. Село быстро росло: уже к 1908 году в Полтавке появились церковь, школа, почта, больница. Тогда же село стало волостным центром, выделившись из состава Борисовской волости.
Районный центр — с 1925 года. По сведениям 1926 года, в селе размещались школа I ступени, библиотека, изба-читальня, агрономический пункт, ветеринарный пункт, врачебный пункт, лавка общества потребителей, почтовое агентство. В годы коллективизации образован колхоз «Новое поле», впоследствии носивший имя К. Е. Ворошилова, позднее переименованный в «Заветы Ильича», а с 1961 году преобразованный в совхоз «Полтавский». В Полтавке находилась усадьба МТС, инкубаторно-птицеводческая станция и плодопитомник. В 1930-е гг. в дома жителей пришли радио, электричество, в райцентре появились кино, клуб, библиотека. В 1970—1980-е годы Полтавку связывает с областным центром асфальтированная дорога, построены высоковольтная ЛЭП и 200-километровый водовод от Иртыша, решивший проблему питьевой воды.
С 1986 года — посёлок городского типа.

## Население
Динамика численности населения по годам:
| 1926  | 1939  | 1959  | 1970  | 1979  | 1989  | 2002  |
| ----- | ----- | ----- | ----- | ----- | ----- | ----- |
| 1692  | ↗2886 | ↗4826 | ↗5144 | ↗6381 | ↗7405 | ↘7189 |
| 2009  | 2010  | 2011  | 2012  | 2013  | 2014  | 2015  |
| ↘7015 | ↗7042 | ↗7043 | ↗7155 | ↘7137 | ↘7026 | ↘6952 |
| 2016  | 2017  | 2018  | 2019  | 2020  | 2021  | 2023  |
| ↘6905 | ↘6860 | ↘6800 | ↘6728 | ↘6640 | ↘6412 | ↘6290 |

Национальный состав
По данным переписи населения 1939 года: украинцы — 61 % или 1761 чел., русские — 35,2 % или 1015 чел.

## Известные уроженцы
- Юрий Беляев — советский и российский актёр, заслуженный артист России, лауреат Государственной премии СССР
- Павел Руденко — советский работник сельского хозяйства, Герой Социалистического Труда
- Юрий Спиридонов — советский и российский государственный и политический деятель, первый секретарь Коми областного комитета КПСС (1989—1990), председатель Верховного совета Коми ССР и Республики Коми (1990—1994), глава Республики Коми (1992—2002), депутат Государственной Думы Федерального Собрания РФ IV созыва (2003—2007)